# Вулиця Катерини Ступницької
Ву́лиця Катери́ни Ступни́цької — вулиця в Солом'янському районі м. Києва, місцевості Олександрівська слобідка, Пронівщина. Пролягає від Олексіївської вулиці до Дачної вулиці.
Прилучається Кишинівська вулиця (двічі) та проїзд (без назви) до проспекту Валерія Лобановського.

## Історія
Виникла на межі 1940–50-х років під назвою 480-та Нова вулиця. 1953 року отримала назву вулиця Уляни Громової, на честь радянської підпільниці Героя Радянського Союзу Уляни Громової. 
Сучасна назва на честь українського військового медика, Героя України Катерини Ступницької — з 2022 року.

## Установи та заклади
- посольство Ісламської Держави Афганістан (буд. № 14).